# Gyümölcsoltó Boldogasszony temploma (Kehida)
A Gyümölcsoltó Boldogasszony temploma Kehidán, a Deák Ferenc utca 7.-ben áll. Helyrajzi száma: 77/2, műemlékvédelmi törzsszáma 6510.

## Története
A 15. századi, gótikus templom átalakításával 1747–1756-ban építtette Hertelendy Gábor zalai alispán. Kegyura 1854-ig a kehidai Deák család volt.

## Az épület
A barokk stílusú, szabadon álló, keletelt, egyhajós, templom szentélye sokszög alakzatban záródik. Tornya a nyugati homlokzat előtt áll. A szentély felől kontyolt nyeregtető fedi, északi és déli oldalához sekrestye, illetve mellékkápolna kapcsolódik. Hajóját fiókos és a szentélyt fiókos dongaboltozat. Karzatát a hajó bejárati oldalán építették.
Festett üvegablakait a 20. század második felében Mohay Attila készítette.
Berendezésének zöme:
- főoltár
- szószék
- keresztelő medence,
- a sekrestye ajtaja

a 18. század közepéről maradt ránk. Diadalívszerű barokk főoltárát Kismartonban készítették. A szószék copf stílusú.

## Hitélet
Egész évben tartanak esküvőket.
Búcsú: március 25., szentségimádás: március 28.